# Cefeida
Uma estrela Cefeida é uma estrela gigante ou supergigante amarela, de 4 a 15 vezes mais massiva e de 100 a 30 000 vezes mais brilhante que o Sol. A luminosidade desse tipo de estrela varia de 0,1 a 2 magnitudes em um período bem definido, compreendido entre 1 e 100 dias. Pertence à classe de estrela variável pulsante e ocupa a chamada "faixa de instabilidade" do diagrama de Hertzsprung-Russel. O nome "cefeida" vem do protótipo de estrela Delta Cephei. Ela tem um papel importante na determinação de distâncias extragaláticas.

## História
Em 1595, um pastor luterano e um astrônomo amador, observando a estrela o Ceti, pertencente à constelação Cetus (Baleia), perceberam que, durante algum tempo, ela não era visível no céu, mas depois voltava a aparecer (por isso ela recebeu o nome de Mira - “maravilhoso” em latim). Esse fato ocorre porque a magnitude dessa estrela varia de 2 a 10 (o olho humano não enxerga magnitudes acima de 6) e o telescópio só foi inventado em 1608. Por volta de 1660, seu período de 11 meses foi estabelecido. Na época, acreditava-se que seu brilho oscilava porque manchas escuras em sua superfície às vezes ficavam voltadas para a Terra. Hoje se sabe que, na verdade, Mira é uma estrela binária composta por uma estrela pulsante irregular de longo período (100 - 700 dias) e por uma anã branca.
Mais de um século se passou e uma outra estrela pulsante foi descoberta em 1784, a chamada Delta Cephei. Sua magnitude varia, aproximadamente, de 2 a 3, com período de 5,37 dias. Essa estrela é o protótipo da classe de estrelas chamada “Cefeidas clássicas” de importância fundamental na Astronomia. 

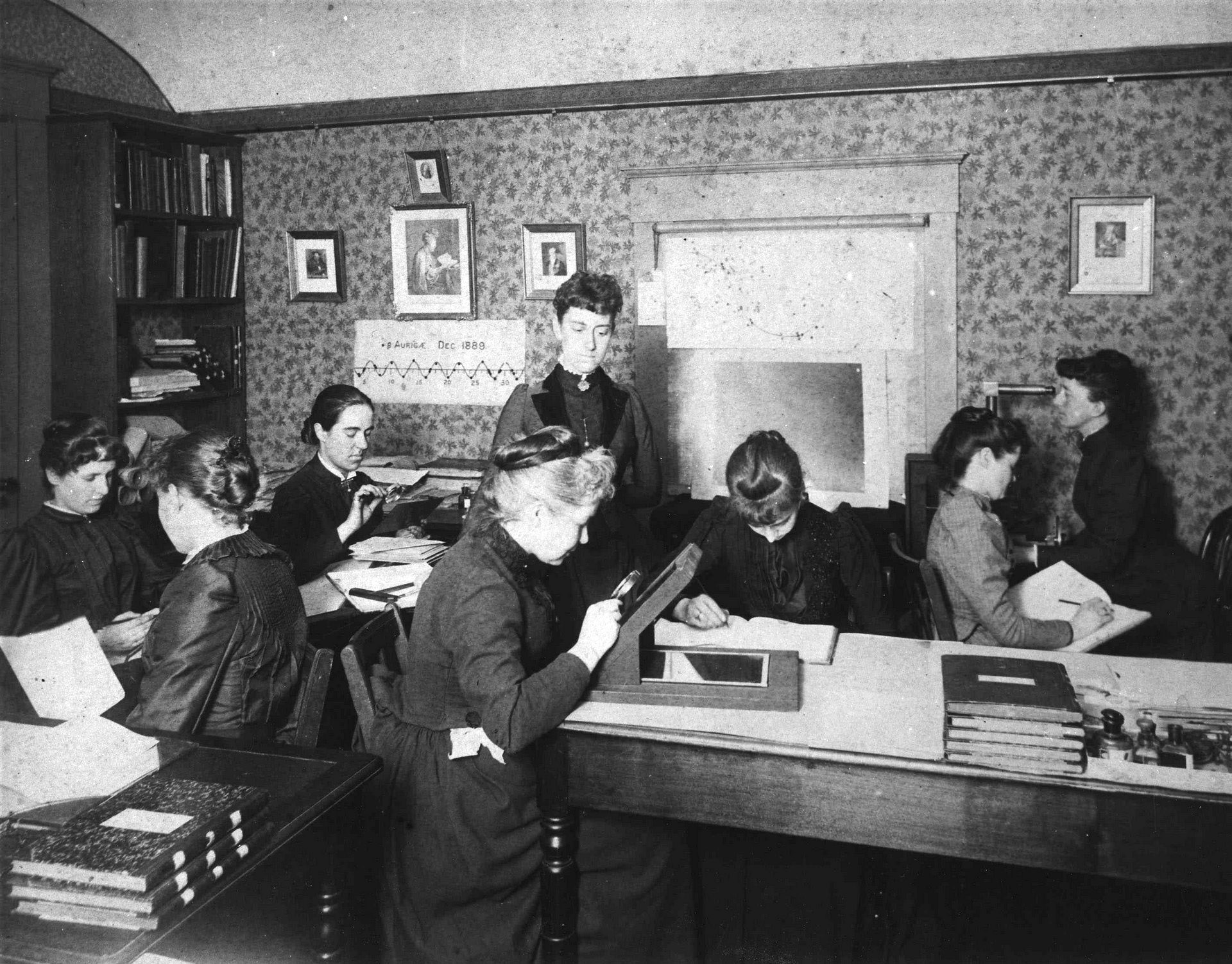
Grupo de mulheres que trabalhavam no Observatório de Harvard observando placas fotográficas com estrelas para classificá-las através da medida de seus brilhos (tamanho do ponto na chapa). Henrietta se encontra sentada embaixo do quadro, no canto esquerdo da sala.

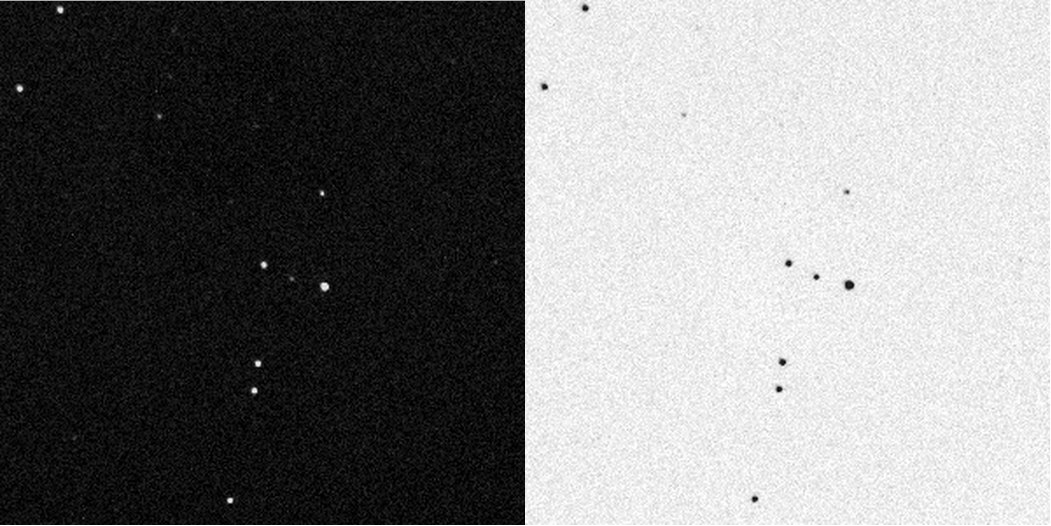
Exemplo de chapas fotográficas, uma negativa (direta) e uma positiva (esquerda), da mesma região do espaço.

Até 2008, já foram catalogadas acima de 46 mil estrelas variáveis - mais de 5% delas pela astrônoma Henrietta Swan Leavitt. Nascida em 1868, teve formação em artes, filosofia, geometria analítica, cálculo e astronomia (concluindo essa matéria com nota máxima). Em 1893, um ano depois de formada, começou a trabalhar voluntariamente no Observatório de Harvard e foi logo contratada pelo astrônomo Edward Pickering para catalogar e calcular o brilho (magnitude aparente) das estrelas das placas fotográficas, de determinadas regiões do espaço. Era um trabalho que exigia muita concentração, cuidado e paciência, pois o brilho das estrelas aparecia na placa fotográfica como pontos escuros (quanto maior o ponto maior o brilho) e era calculado a partir de comparações entre pontos de estrelas próximas (da mesma foto) em que o brilho já era conhecido. Cada observação era escrita a mão numa tabela numerada sequencialmente. Como ela era extremamente dedicada ao seu trabalho, ela foi designada por Pickering para a tarefa de destacar possíveis estrelas variáveis, anotar a posição delas na chapa e computar seus brilhos. A posição era determinada atribuindo-se uma escala às fotos e a variação do brilho era determinada superpondo-se o negativo e o positivo de duas chapas da mesma região do espaço, mas obtidas em dias diferentes. Se uma anulasse a outra, não havia variação. 

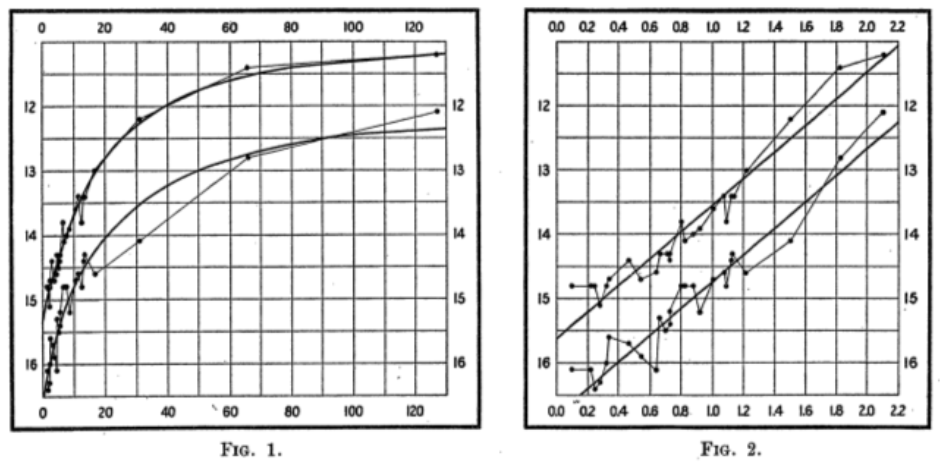
Gráficos publicados em 1912 no trabalho "25 variables in the Magellanic Clouds". À direita verifica-se a relação linear entre a luminosidade e o período em escala logarítmica. As duas curvas correspondem aos máximos e
mínimos observados (ainda não havia a separação entre os tipos de variáveis).

Por uma viagem à Europa e por problemas pessoais e de saúde foi afastada de Harvard em 1896, retornando como funcionária permanente em 1903. Analisando placas fotográficas das Nuvens de Magalhães descobriu muitas estrelas variáveis  e em 1908 publicou "1777 Variables in the Magellenic Cloud", onde, além de listar as estrelas variáveis que observou, também estimou suas variações de magnitude aparente e seus períodos. Nesse trabalho, ela foi capaz de perceber um padrão entre esses dois fatores: a luminosidade e o período.
A relação luminosidade-período só foi confirmada em 1912, após serem reunidos uma quantidade maior de dados em um trabalho escrito por Pickering, mas desenvolvido por Henrietta. Utilizando dados de estrelas da pequena Nuvem de Magalhães e considerando que as distâncias delas à Terra era, aproximadamente, a mesma, as variações nas magnitudes aparentes se davam, então, por causa de uma variação intrínseca às estrelas (magnitude absoluta), confirmando a relação entre luminosidade (magnitude absoluta) e período. Essa relação fornecia a inclinação do gráfico da magnitude absoluta pelo logaritmo do período, o que faltava agora era conhecer algum ponto dele, ou seja, encontrar pelo menos alguma estrela variável  cujo período, distância e luminosidade eram conhecidos. Isso foi feito no ano seguinte pelo astrônomo e químico Ejnar Hertzsprung com uma técnica de medida de paralaxe que usa o movimento anual do Sol pela Via Láctea, pois a estrela variável mais próxima estava a 200 parsec e essa distância não era possível de ser medida por paralaxe simples com os telescópios da época.
Após a relação luminosidade-período ser calibrada, medindo-se o período de uma estrela variável, extraindo a informação da sua luminosidade (magnitude absoluta) e medindo o seu brilho (magnitude aparente) podemos calcular a distância até essa estrela. Hoje em dia, com telescópios mais avançados, podemos chegar até a distância de 50 Mpc (50 milhões de parsecs) com essa técnica maravilhosa e incrível de se medir distâncias no espaço sem sair do nosso planeta, devemos boa parte disso a dedicação e esforço da Henrietta Swan Leavitt.

## Como surgem as estrelas Cefeidas

Diagrama de Hertzsprung-Russell - classificação das estrelas através da sua luminosidade (Absolute Magnitude) pela temperatura (Spectral Class). A faixa de instabilidade (Instability Strip) é mostrada e contém a região das Cefeidas (classic cepheids).

Como o universo possui uma infinidade de estrelas, praticamente todas as suas diversas fases de vida podem ser observadas. Com as informações de luminosidade (radiação que escapa da estrela) e temperatura inferidas de cada estrela, foi feito, aproximadamente em 1910, o diagrama HR (Hertzsprung-Russel). A temperatura efetiva (da superfície da estrela), obtida através do espectro, classifica a estrela de O (mais quente) até A (menos quente). A observação dessa relação entre a luminosidade e temperatura de diversas estrelas forneceu poderosos indícios para o desenvolvimento de como as estrelas brilham.
Após estudos sobre como uma estrela evolui, percebeu-se que, além de suas diversas fases, esse diagrama permite visualizar sua evolução. A grande maioria das estrelas passa a vida na faixa chamada sequência principal (main sequence), tempo que depende da taxa de fusão nuclear. O Sol e mais de 91% das estrelas próximas do sistema solar pertencem a essa faixa. Ela se estende do canto superior esquerdo, com estrelas mais brilhantes e mais quentes (azuladas), até o canto inferior direito, com estrelas menos quentes e menos brilhantes (chamadas anãs vermelhas).
Quanto maior a massa de uma estrela, maior sua força gravitacional, o que implica uma maior pressão (associada à temperatura) para mantê-la coesa. Uma temperatura maior envolve uma taxa de fusão nuclear maior e mais radiação liberada. A luminosidade de uma estrela depende não só da radiação produzida, mas também de sua opacidade (capacidade de armazenar radiação, portanto de aumentar a pressão). Pode-se deduzir, então, que o tempo que uma estrela passa na sequência principal é dado pela relação entre sua massa e luminosidade.
Quando a estrela já fez, no núcleo, a fusão de todo o hidrogênio que podia, ela começa a fazer a fusão do hélio e sai da sequência principal. Após alguns processos e, por último, o chamado helium flash, essa estrela pode virar uma estrela pulsante Cefeida, RR Lyrae ou outros tipos, dependendo da sua massa. Essas estrelas ocupam a chamada faixa de instabilidade do diagrama HR (instability strip), sendo que as Cefeidas ocupam, basicamente, a parte superior e as RR Lyrae, a inferior.

## Pulsação das estrelas Cefeidas
As estrelas Cefeidas são estrelas pulsantes radiais, isto é, a estrela aumenta e diminui de tamanho periodicamente. Uma pulsação é sempre caracterizada por um desbalanceamento que provoca algum fenômeno e por um mecanismo restaurador que leva o sistema para o estado anterior. Nas pulsantes radiais, ou seja, nas estrelas Cefeidas, tem-se que a força motriz é a energia interna da estrela (pressão de radiação) e a força restauradora é a força gravitacional.
Em mais detalhes, quando esse tipo de estrela está em processo de expansão, sua temperatura começa a diminuir e, assim, a taxa de ionização também começa a diminuir. Com isso, o gás fica mais "transparente" e a emissão de radiação aumenta (jogando essa energia para fora da estrela). Essa perda de energia inicia o resfriamento da estrela (diminuindo a pressão de radiação), o que por sua vez faz com que a estrela comece a contrair. Desse modo, sua temperatura começa a aumentar, o gás começa a ficar mais opaco e a radiação mais presa (o livre caminho médio da radiação diminui) e a pressão de radiação começa a aumentar novamente e o processo se repete.
O período de variação de brilho de uma cefeida representa aproximadamente duas vezes o tempo necessário a uma onda de pressão para se propagar do centro da estrela à sua superfície; ele depende do estado do meio atravessado pela onda e constitui por isso uma fonte preciosa de informações sobre a estrutura interna da estrela.

## Tipos de estrelas Cefeidas
Há dois tipos de estrelas Cefeidas:

### Tipo I
- Também conhecidas como Cefeidas Clássicas.
- Estrelas pertencentes à População I.
- Mais novas, massivas, bem luminosas, metalicidade maior.
- Períodos de meses a dias.

### Tipo II
- Também conhecidas como Cefeidas W Virginis.
- Estrelas pertencentes à População II.
- Mais velhas que a do tipo I, menos massivas, menos luminosas, metalicidade menor.
- Períodos semelhantes aos das do tipo I.

## Identificação de estrelas Cefeidas
Para identificar e classificar (tipo I ou tipo II) uma estrela é necessário o uso do espectro e da curva de luz dessa estrela. Por meio do espectro descobre-se se a variação de seu brilho é devida a um sistema binário de estrelas ou se é por causa de variações da pressão de radiação (pulsações). Além disso também classifica-se essa estrela no diagrama HR. Com a curva de luz (gráfico da intensidade luminosa - de uma certa faixa de frequência - pelo tempo) é possível diferenciá-la entre tipo I e tipo II. A parte da curva de luz da diminuição da luminosidade da Cefeida do tipo II é mais inclinada do que a do tipo I.

## Papel no cálculo das distâncias

### Relação período-luminosidade
A relação empírica entre o período de uma cefeida, {\displaystyle P} (em dias), e sua magnitude absoluta {\displaystyle M_{v}} é dada por
{\displaystyle M_{v}=-2,76\log(P)-1,4\,}
Essa relação é derivada de dados coletados de Cefeidas cujas distâncias foram determinadas por outros métodos.
As cefeidas têm um papel muito importante como padrões de medidas de distância no Universo graças à relação período-luminosidade que as caracteriza: quanto mais luminosa for uma cefeida, maior será seu período de variação de brilho, pois quanto maior o volume da estrela maior será o trajeto que as ondas de pressão deverão percorrer.
A partir do momento que se conhece o período de uma cefeida, facilmente mensurável, a relação período-luminosidade permite determinar a luminosidade intrínseca dessa estrela. Por uma simples comparação com sua luminosidade aparente, deduz-se sua distância, e com isso a distância da galáxia onde ela se localiza.
Extremamente brilhantes, logo visíveis de longe, as cefeidas são detectadas atualmente em outras galáxias até a distância de 80 milhões de anos-luz graças ao telescópio espacial Hubble. A determinação dessas distâncias é essencial para o cálculo do valor da constante de Hubble, que mede o ritmo de expansão do Universo. O ponto delicado reside na classificação absoluta da relação período-luminosidade, que necessita determinar independentemente de maneira exata a distância de ao menos algumas cefeidas situadas na nossa galáxia.
Além disso, deve-se ter em conta que, ao se determinar a luminosidade de uma cefeida a partir da relação período-luminosidade, deve-se saber que as galáxias, e logo as cefeidas que elas contêm, não são idênticas, mas diferentes pela sua composição química. Foi o que se constatou ao longo dos últimos anos com a análise de grande número de cefeidas detectadas em duas galáxias vizinhas, as Nuvens de Magalhães.